# Tadao Óniši
Tadao Óniši (18. duben 1943 – 29. červen 2006) byl japonský fotbalista.

## Klubová kariéra
Hrával za Mitsubishi Motors.

## Reprezentační kariéra
Tadao Óniši odehrál za japonský národní tým v roce 1969 celkem 1 reprezentační utkání.

## Statistiky
| Japonsko | Japonsko | Japonsko |
| Roky     | Záp.     | Góly     |
| -------- | -------- | -------- |
| 1969     | 1        | 0        |
| Celkem   | 1        | 0        |